# Света алијанса
Света алијанса (рус. Священный союз, Svyashchennyy soyuz; назива се и Велика алијанса) организација је коју су основале силе побједнице у рату против Наполеона у години свог тријумфа. Идеолошка основа организације била је борба против бонапартизма и револуције, а изложена је у Манифесту. Водећу улогу у Светој алијанси имале су Аустрија и Русија. Настала је после коначног пораза Наполеона по налогу руског цара Александра I и потписана у Паризу 26. септембра 1815. године. Алијанса је имала за циљ да обузда либерализам и секуларизам у Европи након разорних Француских револуционарних ратова и Наполеонових ратова, и у томе је номинално успевала све до Кримског рата. Ото фон Бизмарк је успео да поново уједини Свету алијансу након уједињења Немачке 1871. године, али је савез поново посустао 1880-их због аустријског и руског сукоба интереса над распадом Отоманског царства.

## Оснивачки акт
Као почетак идеје о оснивању једне организације која би имала задатак да се брине за свјетски мир узима се савезнички уговор против Наполеона између Русије, Аустрије, Пруске и Велике Британије у Шомону 1. марта 1814. године. После тога слиједи приједлог цара Александра I у форми Манифеста, са чиме су се сложили аустријски цар и пруски краљ. Потпис овог Манифеста дошао је у вријеме Другог париског мира, 26. септембра чиме је било и фактички завршено стварање Свете алијансе. Велика Британија није жељела да се формално обавезује потписом, али је њен престолонасљедник Принц од Велса упутио једно лично писмо у коме је подржао идеје савеза. Савезу се се убрзо придружили и остали европски владари.
Манифест је у себи садржавао доста фраза о заштити хришћанске религије, о подршци хришћанских владара једних другима, о обавези поданика да поштују успостављени ред, али је у себи садржавао и двије чињенице, можда за то доба скривене. Прва, да је сам разлог оснивања савеза гушење сваког могућег револуционарног покрета у Европи, а друга чињеница, такође увијена у редове текста, била је искључивање отоманског владара из Свете алијансе. То је заправо представљало потребу да се Источно питање не затвори за Русију и Аустрију.
Наводно, савез је формиран да би се усађивало божанско право краљева и хришћанске вредности у европски политички живот, како их је следио Александар I под утицајем своје духовне саветнице баронице Барбаре фон Криденер. Документ је написао цар, а уредили су га Јоанис Каподистријас и Александру Стурдза. Према уговору, европски владари би се сложили да управљају као „огранци“ хришћанске заједнице и нуде узајамну службу. У првом нацрту цар Александар I позивао се на мистицизам кроз предложено уједињено хришћанско царство које су друге монархије сматрале узнемирујућим. Након ревизије, прагматичнију верзију савеза усвојиле су Русија, Пруска и Аустрија. Документ је француски дипломата Доминик-Жорж-Фредерик Дифур де Прат назвао „апокалипсом дипломатије“.
Споразум је испрва био тајна, и либерали су изражавали неповерење, иако је либерализам био ефективно обуздаван у овој политичкој култури све до револуција 1848. године.
Око три месеца након Завршног акта Бечког конгреса, монарси католичке (Аустрија), протестантске (Пруске) и православне (Русија) конфесије обећали су да ће деловати на основу „правде, љубави и мира“, у унутрашњим и спољним пословима, за „учвршћивање људских институција и отклањање њихових несавршености“.
Алијансу су убрзо одбацили Уједињено Краљевство (иако је Џорџ IV изјавио пристанак у својству краља Хановера), Папске Државе и Османско царство. Лорд Каслри, британски министар спољних послова, назвао је то „комадом узвишеног мистицизма и бесмислица“. Ипак, Британија је учествовала на Концерту Европе.

## Организација
У пракси, аустријски државни канцелар и министар спољних послова, принц Клеменс фон Метерних, учинио ју је бастионом против демократије, револуције и секуларизма. Алијанса је такође омогућила координацију гушења пољских напора да обнове независну државу, од стране Аустрије у Краљевини Галиција и Лодкмерија, од стране Русије у Конгресној Пољској и Пруске у Великом војводству Позен и у Западној Пруској. Монарси у Алијанси су користили споразум да сузбију револуционарни утицај (нарочито Француске револуције) од продора у њихове сопствене нације.
Алијанса се обично повезује са каснијим четвороструким и петоструким савезима, који су укључивали Уједињено Краљевство и (од 1818. године) Француску са циљем одржавања европског мировног споразума и равнотеже снага на Концерту Европе закљученом на Бечком конгресу. Дана 29. септембра 1818. године, Александар, цар Франц II од Аустрије и пруски краљ Фридрих Вилијам III састали су се са војводом од Велингтона, виконтом Каслријем и војводом де Ришељеом на Конгресу у Екс ла Шапелу да захтевају строге мере против универзитетских „демагога“, што је било реализовано у Карлсбадским уредбама наредне године. На Конгресу у Тропау 1820. и следећем Конгресу у Лајбаху 1821. године, Метерних је покушао да усклади своје савезнике у гушењу побуне карбонара против краља Фердинанда I од Две Сицилије. Петострука алијанса се последњи пут састала на Конгресу у Верони 1822. да би саветовала против Грчке револуције и да би разрешила Француску инвазију на Шпанију.
Последњи састанци су открили растући антагонизам између Британије и Француске, посебно по питању уједињења Италије, права на самоопредељење и источног питања. Конвенционално се сматра да је Алијанса престала да постоји Александровом смрћу 1825. Француска је на крају отишла својим путем након Јулске револуције 1830, остављајући језгро Аустрије, Пруске и Русије као централно-источноевропски блок који се поново окупио у сузбијању Револуција 1848. Аустро-руски савез се коначно распао у Кримском рату. Иако је Русија помогла да се угуши Мађарска револуција 1848, Аустрија није предузела ништа да подржи свог савезника, прогласила се неутралном, те је чак окупирала влашке и молдавске земље на Дунаву након повлачења Русије 1854. Након тога, Аустрија је остала изолована, што је допринело губитку њене водеће улоге у немачким државама. То је кулминирало њеним поразом током Аустро-пруског рата 1866. године.

## Противречности великих сила
Противречности су се јавиле, као одраз различитих замисли аустријског канцелара Метерниха и руског цара Александра, у питањима будућег дјеловања Свете алијансе. Наиме, руска замисао била је да се по питању промјене режима у Европи створи што шира коалиција која би уврстила и саму Француску, док је аустријска замисао била да се одржи постојеће стање које је искључивало Француску.

## Прве несугласице
Несугласице међу чланицама су се појавиле још у почетку тј. у вријеме потписивања мира у Паризу. Наиме, Пруска је жељела да задржи окупиране дијелове сјевероисточне Француске, Алзас и Лорену, као и да повећа ратну одштету. Али, руски цар Александар I стаје на страну Француске и настоји да сачува ове двије области у њеном оквиру, као и да утиче да висина одштете буде 700 милиона франака са роком отплате од пет година, што ће, чак и прије рока, бити исплаћено.

## Конгреси Свете алијансе
Први конгрес Свете алијансе одржан је у Ахену, октобра 1818. године и на њему Александар I успијева да у савез уведе и Француску, која је успјела да отплати ратну одштету.
Идући конгреси Алијансе избациће на видјело несугласице међу чланицама. У Тропау 1820. године, Љубљани 1821. године и Верони 1822. године. су одржани остали конгреси, а разлози су били револуционарна збивања у Италији и Шпанији.

## Распад
Друга два догађаја показаће дубоке супротности између сила чланица Свете алијансе, након чега ће и стварно доћи до распада организације.
Први је био широки покрет за самосталност шпанских колонија у Латинској Америци. Када је борба почела, идеју да Света алијанса интервенише онемогућила је Велика Британија и до интервенције није дошло.
Други догађај који је још више показао различитост интереса био је устанак грчког народа за ослобођење од Османског царства. У овом случају су супротности биле толике да се већ у овом периоду организација Свеле алијансе и стварно распада.
Коначни ударац, који је и коначно брише са међународне позорнице, била је јулска револуција у Француској 1830. године.